# ソニック&テイルス
『ソニック&テイルス』（ソニック アンド テイルス, SONIC & TAILS）は、セガ・エンタープライゼスが1993年11月19日に発売したゲームギア用のアクションゲーム。
ゲームギアでのソニックシリーズとしては『ソニック・ザ・ヘッジホッグ』、『ソニック・ザ・ヘッジホッグ2』に続く3作目で、初のゲームギアオリジナル作品（ただし、前2作もメガドライブ版の移植ではなく全く異なる作品である）。
日本国外では『SONIC THE HEDGEHOG CHAOS』（ソニック ザ ヘッジホッグ カオス）というタイトルで発売された（欧州などではマスターシステムでも発売）。
『ソニックアドベンチャーDX』（ニンテンドー ゲームキューブ）や『ソニック メガコレクションプラス』（プレイステーション2、Xbox）に収録されたほか、『SONIC CHAOS』（マスターシステム版）が2009年3月17日より、Wiiのバーチャルコンソール（要500Wiiポイント）で配信されていた（現在は配信終了している）。

## 内容
ゲームギア版では初めて、プレイヤーキャラクターに相棒のテイルスが登場して能力の違う2人を選んでプレイできるようになった。また、メガドライブ版『ソニック・ザ・ヘッジホッグ2』より追加されたアクションであるスピンダッシュがゲームギア版では初めて登場したほか、今作のみのキャラクターごとの違う専用アクションやアイテムが登場するのも特徴である。前作のゲームギア版の『ソニック2』に比べてコンティニューを増やす手段が増えた他、アクト3のボス戦の前にリングが設置されるなど、前作より難易度は下がっている。

### ソニックとテイルスの違い
ゲーム開始時に「ソニック」か「テイルス」のどちらかを選んでプレイできる。一度選ぶと途中で交代することが出来ず、ゲームをやめない限り再度選ぶことが出来ない。キャラクターの性能と難易度と設定などは全く違う。
ソニックは移動速度が高いスピード向けで、専用アクションの「ストライクダッシュ」は走り出した瞬間の一瞬だけ無敵状態になって、スピンダッシュより速く移動できるが、敵にぶつかるとダメージを受けてしまうので注意が必要である。さらに、ソニック専用アイテムのロケットシューズは一定時間空を飛んで空中の移動ができる。難易度は標準的であるが、ソニックのみスペシャルステージに挑戦することが可能で、真のエンディングを出すことができる。
コンティニューを増やす方法はスコアを5万点ごとに1回、スペシャルステージでカオスエメラルドを取得すると1回（最大で5個なので5回まで増やせる）、ゴールパネルでテイルスの絵柄が出ると1回増える。
テイルスはソニックと比べて移動速度は低いが、専用アクションの「ヘリテイル」は一定時間だけ空を飛ぶことが可能で、このアクションを使うことでソニックでは行けない高い場所へ移動することができ、初心者でも扱いやすいバランス向けで難易度は易しい。ただし、テイルスではスペシャルステージに挑戦することができないため、必ず通常のエンディングになる。
コンティニューを増やす方法はスコアを3万点ごとに1回、ゴールパネルでソニックの絵柄が出ると1回増やすことができ、カオスエメラルドの取得によるコンティニューの増加がない代わりに、ゲームスタート時に最初からコンティニューが3回用意されている。

### ステージ
本作の舞台は前作と同じく「サウスアイランド」。各ゾーンに3つまでのアクトが存在する。全6ゾーン、全18ステージ。最後のステージにはドクター・エッグマンが発明したボスのロボットと対決する。最終ゾーンではドクター・エッグマンと対決する。
ZONE1 TURQUOISE HILL ZONE（ターコイズヒルゾーン）
初代ソニックのグリーンヒルゾーンと似ている草原地帯が舞台となっているステージ。敵や仕掛けが少なくてステージ自体は難しくないので、ソニックとテイルスの能力と操作に慣れるようにしていく。ロケットシューズが初めて配置されているので、これを取って操作に慣れるようにしていく。
ZONE2 GIGALOPOLIS ZONE（ギガロポリスゾーン）
都会地帯が舞台となっているステージ。複雑な地形になっていて、仕掛けが多くなっている。ビッグ10リングがたくさん配置されている場所が数ヶ所存在する。このゾーンにはロケットシューズは配置されていない。
ZONE3 SLEEPING EGG ZONE（スリーピングエッグゾーン）
ドクター・エッグマンによって作られた地帯が舞台となっているステージ。ホッピングが初めて配置されているので、これを取って操作に慣れるようにしていく。仕掛けやホッピングが多く、ホッピングを駆使してステージを進んで行く。
ZONE4 MECHA GREEN HILL ZONE（メカグリーンヒルゾーン）
グリーンヒルゾーンがドクター・エッグマンによって機械化地帯に変えられたステージ。スプリングやスプリングを装備している敵が多く配置されているので、スプリングを駆使してステージを進んで行く。一定の速度で走り続けないと落ちてしまう床もある。アクト2の天井が針だらけになっている場所があり、上に飛ばされるスプリングに気をつけながら進んで行く。
ZONE5 AQUA PLANET ZONE（アクアプラネットゾーン）
水をイメージした遺跡が舞台となっているステージ。水の遺跡だが、水の地形はあまりないので水に気をつけながら進んで行く。水中に入ってしまったら窒息ミスをしないように泡を取るか水中から脱出するようにしていく。ビッグ10リングがたくさん配置されている場所が存在する。
ZONE6 ELECTRIC EGG ZONE（エレクトリックエッグゾーン）
エッグマンの基地が舞台となっている最終ステージ。敵や仕掛けが多くなって、ゾーン2よりさらに複雑な地形になっている。ドクター・エッグマンの対決に勝つとカオスエメラルドを入手できる。カオスエメラルドが全部揃っていない時やテイルスでプレイしている場合は通常のエンディングになるが、ソニックでスペシャルステージでカオスエメラルドを5個全て入手した状態でクリアすると、真のエンディングが見られる。

### スペシャルステージ
スペシャルステージはソニックをプレイしている時のみ行くことが可能。各ゾーンのアクト1とアクト2でリングを100個集めると、残り人数が1機増えると同時に自動的にステージをクリアした扱いで、スペシャルステージにワープする。ただし、カオスエメラルドを5個全部入手した状態だとスペシャルステージにワープできなくなり、リングを100個集めても残り人数が1機増えるだけになる。
スペシャルステージはステージ中のどこかにカオスエメラルドが隠されており、1分以内に見つけるとクリアとなる。時間内にカオスエメラルドを見つけなかったり穴に落ちたりすると終了になる。ステージ中にリングがたくさん配置されており、スペシャルステージでのみ登場するビッグリングを取るとリングを10個入手できる。また、同じくスペシャルステージでのみ登場するタイマーはこれを入手すると制限時間がしばらくの間だけ止まるようになる。
カオスエメラルドを1個入手するとコンティニューが1回増えるようになり、ドクター・エッグマンの持っているカオスエメラルド1個を除いて、これを5個全部集めた状態で最終ゾーンをクリアすると真のエンディングを見ることが出来る。

## 音楽
- ZONE4「MECHA GREEN HILL ZONE」のBGMには、ゲームギア版『ソニック・ザ・ヘッジホッグ2』の「GREEN HILLS ZONE」のBGM（『ソニック・ザ・ヘッジホッグCD』の日本・欧州版OPテーマ曲「Sonic‐You Can Do Anything」の原曲でもある）をリミックスしたものが使用されている。

## 海外のマスターシステム版との違い
- テレビ画面に最適化しているため画面サイズが異なる。また、ゲームギア版と比べて見やすい画面に変更されている。
- 音源が異なり、BGMも違うところがある。例えば、オープニングのBGMは最終ステージのものとなっている。
- 日本国外のバージョンであるため、前述の通りタイトル名が異なる。また、タイトル画面やゾーンの紹介演出画面も全く違うものとなっている。

## コンテスト
一定時間内でゾーンをクリアすると平均時速が表示されるが、セガはこれを利用した「ソニック&テイルス かっとびスピードコンテスト」を実施した。